# Eamon
Eamon Doyle (Staten Island, New York, 19 september 1983) is een Amerikaans zanger.

## Loopbaan
In 2004 werd Doyle wereldwijd bekend met zijn hit Fuck It (I Don't Want You Back). Dit nummer was vijf weken lang de bestverkochte single in de Verenigde Staten en was zo populair dat er verschillende bewerkingen van gemaakt werden.
In 2004 kwam Eamons album I Don't Want You Back uit.
In 2007 verscheen de single (How Could You) Bring Him Home, maar deze werd geen succes.
- Bibliothèque nationale de France: cb14625642z (data)
- Gemeinsame Normdatei: 135356512
- International Standard Name Identifier: 0000 0000 7844 4550
- Library of Congress Control Number: no2004042661
- MusicBrainz: d791111a-9fcc-4ebe-bb16-b785719a642b
- Nationale Bibliotheek van Tsjechië: xx0029943
- Virtual International Authority File: 46471660
- WorldCat: E39PBJrm8Vyydv7tPX6bg6Hgrq